# Linea Sendai Aeroporto
La linea Sendai Aeroporto (仙台空港アクセス線?, Sendai-kūkō-akusesu-sen) è una ferrovia a scartamento ridotto che serve il collegamento fra la stazione di Sendai della città omonima nella prefettura di Miyagi, in Giappone, e il suo aeroporto internazionale. Il servizio utilizza per parte del tracciato, fra Sendai e Natori, la linea principale Tōhoku, di proprietà della JR East e quindi i 7,1 km della linea a gestione privata fino all'aeroporto di Sendai.

## Caratteristiche della rete
- Percorso: Natori – Sendai Aeroporto
- Lunghezza: 7,1 km
- Scartamento: 1067 mm
- Numero di stazioni: 4, inclusi i capolinea
- Numero di binari: binario singolo, ad eccezione di un doppio binario per l'incrocio presso la stazione di Mitazono
- Elettrificazione: 20 kV CA
- Sistema di blocco: Sistema di blocco automatico speciale (previsto)
- Materiale rotabile: elettrotreni JR E721-500 e serie SAT721 a 2 casse

## Storia
I lavori di realizzazione sono iniziati nel 2002 a carico della società appaltatrice Sendai Airport Transit. La costruzione della linea ha richiesto 34,9 miliardi di yen, e il costo si stima verrà assorbito entro 30 anni dalla realizzazione.
L'11 marzo 2011 la ferrovia è stata gravemente danneggiata dal terremoto e maremoto del Tōhoku del 2011, e i lavori di ripristino si sono protratti fino al 1º ottobre dello stesso anno, impiegando quasi 7 mesi. Nel frattempo è stato utilizzato un servizio di bus sostitutivi.。

## Servizi
I treni circolano dalle ore 6 alle 23 con una frequenza media di 2-3 treni per ora. Oltre ai treni locali sono presenti due coppie al giorno di treni rapidi che fermano solo alla stazione di Natori, oltre che ai due capolinea.

## Stazioni
- Fermate
  - Locale: ferma in tutte le stazioni
  - Rapido: ferma in presenza del simbolo "●" e non ferma se presente "｜".
- Binari:  ∥：doppio binario; ∨：da qui binario singolo; ◇ e ｜：binario singolo（presso "◇" i treni possono incrociarsi）; ∧：termine binario
- Tutte le stazioni si trovano all'interno della prefettura di Miyagi

| Gestione | Linea                  | Stazione         | Stazione     | Stazione                   | Distanza interst. | Distanza totale | R  | Collegamenti                                                                                                   | Bin. | Posizione | Posizione  |
| Gestione | Linea                  | Alfabeto         | Giapponese   | Posizione                  | Distanza interst. | Distanza totale | R  | Collegamenti                                                                                                   | Bin. | Posizione | Posizione  |
| -------- | ---------------------- | ---------------- | ------------ | -------------------------- | ----------------- | --------------- | -- | --- | ---- | --------- | ---------- |
| JR West  | Linea princ. Tōhoku    | Sendai           | 仙台         | 38°15′33.9″N 140°52′56.5″E | -                 | 0.0             | ●  | JR East ■ Linea principale Tōhoku ■ Linea Senseki ■ Linea Senzan ■ Linea Jōban ■ Linea Namboku (metropolitana) | ∥    | Sendai    | Aoba-ku    |
| JR West  | Linea princ. Tōhoku    | Nagamachi        | 長町         | 38°13′37.3″N 140°53′07.9″E | 4.5               | 4.5             | ｜ | ■ Linea Namboku                                                                                                | ∥    | Sendai    | Taihaku-ku |
| JR West  | Linea princ. Tōhoku    | Taishidō         | 太子堂       | 38°13′04.2″N 140°52′59.9″E | 1.0               | 5.5             | ｜ | | ∥    | Sendai    | Taihaku-ku |
| JR West  | Linea princ. Tōhoku    | Minami-Sendai    | 南仙台       | 38°11′50.6″N 140°53′00.5″E | 2.2               | 7.7             | ｜ | | ∥    | Sendai    | Taihaku-ku |
| JR West  | Linea princ. Tōhoku    | Natori           | 名取         | 38°10′23.2″N 140°52′58.1″E | 2.7               | 10.4            | ●  | JR East ■ Linea principale Tōhoku ■ Linea Jōban                                                                | ∨    | Natori    | Natori     |
| SAT      | Linea Sendai Aeroporto | Natori           | 名取         | 38°10′23.2″N 140°52′58.1″E | 2.7               | 10.4            | ●  | JR East ■ Linea principale Tōhoku ■ Linea Jōban                                                                | ∨    | Natori    | Natori     |
| SAT      | Linea Sendai Aeroporto | Morisekinoshita  | 杜せきのした | 38°09′55.2″N 140°53′46″E   | 1.8               | 12.2            | ｜ | | ｜   | Natori    | Natori     |
| SAT      | Linea Sendai Aeroporto | Mitazono         | 美田園       | 38°09′34.9″N 140°55′02.2″E | 2.0               | 14.2            | ｜ | | ◇    | Natori    | Natori     |
| SAT      | Linea Sendai Aeroporto | Sendai Aeroporto | 仙台空港     | 38°08′14.2″N 140°55′45.9″E | 3.3               | 17.5            | ●  | | ∧    | Natori    | Natori     |

## Materiale rotabile
SAT (Sendai Airport Transit) ha ordinato sei unità a 2 casse della serie SAT721 usate in accoppiamento con le serie E721-500 della JR East. I treni hanno un corpo in acciaio con entrata a raso e una velocità di 120 km/h. All'interno sono presenti display LED che forniscono indicazioni sulle stazioni e le destinazioni. Gli annunci sonori vengono effettuati in inglese e in giapponese.

## Tariffe
Nella tabella sottostante vengono mostrati solo i prezzi relativi all'infrastruttura gestita dalla SAT.
Il costo del biglietto da Sendai all'aeroporto è di 630 yen (incluso il passaggio sulla parte a gestione JR East).
Sono disponibili biglietti per bambini sotto i 12 anni.
| Stazione di partenza | Natori  | Morisekinoshita | Mitazono | Sendai Aeroporto |
| -------------------- | ------- | --------------- | -------- | ---------------- |
| Natori               | ―       | 170 yen         | 210 yen  | 400 yen          |
| Morisekinoshita      | 170 yen | ―               | 170 yen  | 300 yen          |
| Mitazono             | 210 yen | 170 yen         | ―        | 210 yen          |
| Sendai Aeroporto     | 400 yen | 300 yen         | 210 yen  | ―                |